# Periclimenes calcaratus
Periclimenes calcaratus är en kräftdjursart som beskrevs av Fenner A. Chace och Bruce 1993. Periclimenes calcaratus ingår i släktet Periclimenes och familjen Palaemonidae. Inga underarter finns listade i Catalogue of Life.